# 63
El año 63 (LXIII) fue un año común comenzado en sábado del calendario juliano, en vigor en aquella fecha.
En el Imperio romano, era conocido como el Año del consulado de Régulo y Rufo (o menos frecuentemente, año 816 Ab urbe condita). La denominación 63 para este año ha sido usado desde principios del período medieval, cuando el Anno Domini se convirtió en el método prevalente en Europa para nombrar a los años.

## Acontecimientos
- Vespasiano se convierte en gobernador de África.
- Cneo Domicio Corbulón es restaurado en el mando después del desastre romano en la Batalla de Rhandeia; invadió Armenia y derrotó a Tiridates I, quien aceptó la soberanía romana; Partia se retira de la guerra.
- La legión X Gémina abandona Hispania,[1] siendo trasladada a Carnuntum (Petronell, Austria) en Pannonia.
- Según una leyenda local, José de Arimatea va a Glastonbury en la primera misión cristiana a Britania.
- Octubre: en Panticapea, en la península de Crimea (Ucrania), entre el mar de Azov y mar Negro 45°12′N 36°36′E / 45.2, 36.6 a 20 km de profundidad sucede un terremoto de 6,4 grados en la escala de Richter, que destruye la ciudad casi por completo.

## Fallecimientos
- Marcos el Evangelista (fecha tradicional) (véase 61).
- Claudia, única hija de Nerón.

## Arte y literatura
- Aulo Cornelio Celso escribe un diccionario (enciclopedia) sobre las artes y las ciencias.